# Willi Schulz
Willi Schulz   (Bochum, 4 d'octubre de 1938) fou un futbolista alemany de la dècada de 1960.
Fou 66 cops internacional amb la selecció alemanya amb la qual participà en la Copa del Món de futbol de 1962, a la Copa del Món de futbol de 1966 i a la Copa del Món de futbol de 1970.
Pel que fa a clubs, defensà els colors de FC Schalke 04 i Hamburger SV.